# RCA 레코드
RCA 레코드(RCA Records)는 소니 뮤직 산하의 미국 음반사이다. 컬럼비아 레코드, 에픽 레코드와 아울러 소니 뮤직 엔터테인먼트의 주력 음반사이다. 팝, 록, 힙합, 일렉트로닉, R&B, 블루스, 재즈, 컨트리 장르의 음악을 발매한다. 사명은 현재 사라진 모회사 라디오 코퍼레이션 오브 아메리카의 약자이다. 컬럼비아 레코드 레이블 다음가는 미국사에서 두 번째로 유구한 음반사다. RCA의 캐나다 지부는 소니의 캐나다 국내에서 소니의 가장 오래된 회사로서, 대공황을 거치면서도 존속한 캐나다 음반사 중 하나다.
브리트리 스피어스, 샤키라, 크리스티나 아길레라, 마일리 사일러스, 저스틴 팀버레이크, 앨리샤 키스, 어셔, 찰리 윌슨, R. 켈리, 엔리케 이글레시아스, 푸 파이터스, 킹스 오브 리언, 케샤, 크리스 브라운, 디앤절로, 펜타토닉스, 핑크, 크레이그 데이비드, 버디 가이, 워크 더 문, 핏불, 제인, 리사, 에이티즈 등이 이 회사와 계약하고 활동 중이다.
2011년 자이브 레코드와 제이 레코드, 아리스타 레코드, 라페이스 레코드를 합병하여 좀바 레이블 그룹을 통일하였다.

## 발자취
1901년 RCA 레코드는 빅터 토킹 머신 컴퍼니라는 이름으로 설립되었다. RCA 레코드라는 이름 중 RCA는 라디오 코포레이션 오브 아메리카 (Radio Corporation of America)의 약자이다. RCA 레코드는 BMG로 합병되기 이전까지 RCA 산하에 있었다.

## 레이블 체계
RCA 레코드는 팝 음악, 록 음악, 컨트리 음악 분야를 다루는 레이블이다. RCA 빅터는 블루스 뮤직, 월드 뮤직, 재즈, 뮤지컬 및 기타 팝 음악에 속하지 않는 분야를 다루는 레이블이다. RCA 레드 실 레코드는 격조 높은 서양 고전 음악 레이블이다. 산하에 재발행용 서브 레이블로 RCA 골드 레이블이 있다. RCA 캠든, RCA 빅트롤라, RCA 커스텀 등의 레이블은 폐지되었다. 현재, 레거시 레코딩즈라는 소니 BMG의 카탈로그 부문이, 클래식 앨범을 재발매하고 있다.

## 같이 보기
- RCA 스튜디오 B